# Yeah! (álbum)
Yeah! es el noveno álbum de estudio de Def Leppard, integrado por versiones de canciones de los años 1970. Originalmente, el disco iba a ser publicado el 20 de septiembre de 2005, pero fue anunciado el 31 de marzo de 2006 que se lanzaría el 23 de mayo del mismo año. and n.º 52 on the UK Albums Chart.
Es el noveno álbum de estudio que publicó la banda, y el único sin material completamente original.

## Lista de canciones
1. "20th Century Boy" (Bolan) 3:40 (T. Rex cover)
2. "Rock On" (Essex) 2:53 (David Essex cover)
3. "Hanging on the Telephone" (Lee) 2:22 (The Nerves cover)
4. "Waterloo Sunset" (Davies) 3:38 (The Kinks cover)
5. "Hell Raiser" (Chapman, Chinn) 3:19 (Sweet cover)
6. "10538 Overture" (Lynne) 4:30 (Electric Light Orchestra cover)
7. "Street Life" (Ferry) 3:26 (Roxy Music cover)
8. "Drive-In Saturday" (Bowie) 4:07 (David Bowie cover)
9. "Little Bit of Love" (Fraser, Kirke, Kossoff, Rodgers) 2:33 (Free cover)
10. "The Golden Age of Rock 'N' Roll" (Ian Hunter) 3:28 (Mott the Hoople cover)
11. "No Matter What" (Ham) 2:51 (Badfinger cover)
12. "He's Gonna Step on You Again" (Demetriou, Kongos) 4:04 (John Kongos cover)
13. "Don't Believe a Word" (Lynott) 2:19 (Thin Lizzy cover)
14. "Stay with Me" (Stewart, Wood) 4:30 (Faces cover)

## Personal
- Joe Elliott - voz, piano, todos los instrumentos en "Space Oddity"
- Phil Collen - guitarra, coros, voz principal en "Stay with Me" y "Search and Destroy", todos los instrumentos en "Search and Destroy"
- Vivian Campbell - guitarra, coros
- Rick Savage - bajo, coros, voz principal y todos los instrumentos en "Dear Friends"
- Rick Allen - batería, percusión

### Personal adicional
- Justin Hawkins – coros en "Hell Raiser"
- Marc Danzeisen – batería y armonías / coros en "American Girl"